# Lätt trossbåt
Lätt trossbåt är en båt som används av den svenska marinen för att underhålla stridande förband genom att förse dem med olika typer av materiel. Båttypen tillverkas av Djupviks varv och används främst av den Svenska marinen men en båt är exporterad till Förenade Arabemiraten där den används av dess flotta. I Sverige sorterar båtarna under Amfibieregementet (Amf 1) och har nummer 662-677.
En livstidsförlängning påbörjades år 2024, vilket bland annat innefattade en förlängning av skrovet med 1 meter, ny motor och nytt navigationssystem. Modifieringen innefattade även en förhöjd ringlavett samt pelarlavett i aktern, anpassade för att kunna bära befintliga och framtida kulsprutor och granatsprutor.